# 粟野志門
粟野 志門（あわの しもん、1975年11月22日 - ）は、日本の俳優、声優。テアトル・エコー演技部準劇団員。

## 出演作品

### 吹き替え

#### 映画
- エージェント・オブ・ウォー（MV製作）
- キミに逢えたら!
- ザ・ピーナッツバター・ファルコン（ザック〈ザック・ゴッツァーゲン〉）
- シャザム!（ペドロ〈ジョバン・アルマンド〉、ヒーローペドロ〈D・J・コトローナ〉[2]）※ザ・シネマ版
- ジャッジ 裁かれる判事（デイル・パルマー〈ジェレミー・ストロング〉）
- 幸せの教室（スティーヴ・ディビアシ〈ラミ・マレック〉）
- SUPER8/スーパーエイト（ブリーン〈ボー・ナップ〉）
- スター・トレックシリーズ（パヴェル・チェコフ〈アントン・イェルチン〉）
  - スタートレック (2009)
  - スター・トレック イントゥ・ダークネス
  - スター・トレック BEYOND
- ゼア・ウィル・ビー・ブラッド
- トランスフォーマー/ロストエイジ（ロボ番犬）
- パティ・ケイク$（ジェリ〈シッダルダ・ダナンジェイ〉）
- ピザボーイ 史上最凶のご注文（チェット〈アジズ・アンサリ〉）
- ビバリーヒルズ・チワワ
- ファンタスティック・ビーストと魔法使いの旅（アバナシー〈ケヴィン・ガスリー〉）
  - ファンタスティック・ビーストと黒い魔法使いの誕生[3]
- フリー・ガイ[4]
- ほぼトワイライト
- ヨギ & ブーブー わんぱく大作戦（ジョーンズ隊員〈T・J・ミラー〉）
- 恋愛ルーキーズ（ロジャー〈ジョン・ヘダー〉）

#### ドラマ
- アストリッドとラファエル 文書係の事件録（ウイリアム・トマ〈ジャン＝ベノワ・スーリエ〉）
- アメリカン・ゴシック 〜偽りの一族〜
- ER XI 緊急救命室 #15（ケビン・ハイタワー〈モー・マクレー〉）
- ギルモア・ガールズ
- CHUCK/チャック（モーガン・グライムス〈ジョシュア・ゴメス〉）
- ビクトリアス
- ミズ・マーベル

#### アニメ
- アバター 伝説の少年アン（サカ）
- ジャングル大騒動 -南極からのSOS-
- プリンセスと魔法のキス
- 放課後エージェント!オーサム（ラーズ）
- ライアンを探せ!

### ゲーム
- コアマスターズ（AJ-19[5]）
- タイムトラベラーズ
- ドラゴンクエストヒーローズ 闇竜と世界樹の城（ガゴラ）[6]
- ドラゴンクエストVIII 空と海と大地と呪われし姫君（カラッチ）
- ドラゴンクエストヒーローズII 双子の王と予言の終わり（ガゴラ）[7]